# Người giúp việc (tiểu thuyết)
Người giúp việc (tiếng Anh: The Help) là tiểu thuyết đầu tay năm 2009 của tác giả người Mỹ Kathryn Stockett. Câu chuyện kể về những người Mỹ gốc Phi làm việc trong các hộ gia đình da trắng ở Jackson, Mississippi, vào đầu những năm 1960.
Một bài báo  USA Today  gọi đây là một trong những "sleeper hit của mùa hè". Một bài đánh giá ban đầu trên The New York Times ghi nhận "tình cảm và sự thân thiết bị chôn vùi bên dưới ngay cả những mối quan hệ gia đình dường như vô vị nhất" và nói rằng cuốn sách là một "cuốn tiểu thuyết ấn tượng, sẽ sớm trở thành cuốn tiểu thuyết được yêu thích". Tờ Atlanta Journal-Constitution nói về cuốn sách: "Câu chuyện đau lòng này là một sự kết hợp tuyệt vời từ một tài năng thiên bẩm."
Stockett bắt đầu viết cuốn tiểu thuyết - cuốn đầu tiên của cô - sau sự kiện 11 tháng 9. Cô đã mất 5 năm để hoàn thành và bị 60 nhà xuất bản từ chối, trong khoảng thời gian 3 năm; đến lần thứ 61 thì được xuất bản và chiếm trọn vị trí top 100 cuốn sách bán chạy nhất của Amazon. trước khi người quản lý Susan Ramer đồng ý đại diện cho Stockett. Người giúp việc kể từ đó đã được xuất bản ở 35 quốc gia và ba ngôn ngữ. Tính đến tháng 8 năm 2011, tác phẩm đã bán được bảy triệu bản, chỉ tính ấn bản sách in và sách nói, đây cũng là cuốn sách đứng vững trong Danh sách tác phẩm bán chạy nhất của tờ New York Times hơn 100 tuần liên tục.
Phiên bản sách nói của Người giúp việc được thuật lại bởi Jenna Lamia, Bahni Turpin, Octavia Spencer và Cassandra Campbell. Hình mẫu ban đầu của Stockett là nguồn cảm hứng của Spencer cho vai Minny, vai diễn của cô trong bộ phim chuyển thể cùng tên.

## Tóm tắt cốt truyện
The Help  lấy bối cảnh vào đầu những năm 1960 ở Jackson, Mississippi và được kể chủ yếu từ góc nhìn thứ nhất của ba phụ nữ: Aibileen Clark, Minny Jackson và Eugenia "Skeeter" Phelan. Aibileen là một người giúp việc chăm sóc trẻ em và dọn dẹp. Con trai 24 tuổi của cô, Treelore, đã chết vì một tai nạn trong công việc. Trong câu chuyện, cô ấy đang chăm sóc gia đình Leefolt và chăm sóc đứa con mới biết đi của họ, Mae Mobley. Minny là bạn của Aibileen, người thường xuyên nói với chủ nhân của mình những gì cô ấy nghĩ về họ, dẫn đến việc cô ấy đã bị sa thải khỏi mười chín công việc. Người chủ gần đây nhất của Minny là bà Walters, mẹ của Hilly Holbrook.
Skeeter là con gái của một gia đình da trắng giàu có sở hữu Longleaf, một trang trại trồng bông và trước đây là một đồn điền, ngoại ô Jackson. Nhiều người trong số những người giúp việc và giúp đỡ gia đình là người Mỹ gốc Phi. Skeeter vừa trở về nhà sau khi tốt nghiệp Đại học Mississippi và muốn trở thành một nhà văn. Mẹ của Skeeter muốn cô kết hôn và cho rằng bằng cấp của cô chỉ là một tờ giấy đẹp. Skeeter tò mò về sự biến mất của Constantine, người hầu gái đã nuôi nấng và chăm sóc cô. Constantine đã viết thư cho Skeeter khi cô ấy vắng nhà ở trường đại học nói rằng điều bất ngờ lớn mà cô ấy đã chờ đợi khi cô ấy trở về nhà. Mẹ của Skeeter nói với cô rằng Constantine đã bỏ việc và đến sống với họ hàng ở Chicago. Skeeter không tin rằng Constantine sẽ bỏ mặc cô như thế này; cô ấy biết có điều gì đó không ổn và tin rằng thông tin cuối cùng sẽ được đưa ra. Mọi người Skeeter hỏi về sự biến mất bất ngờ của Constantine giả vờ như nó chưa từng xảy ra và tránh đưa ra bất kỳ câu trả lời thực sự nào cho cô ấy.
Cuộc đời Constantine dẫn dắt khi đang giúp đỡ gia đình Phelan khiến Skeeter nhận ra rằng những người giúp việc của bạn cô được đối xử rất khác với cách đối xử của những nhân viên da trắng. Cô quyết định (với sự hỗ trợ của một nhà xuất bản) rằng cô muốn tiết lộ sự thật về việc trở thành một cô hầu gái da màu ở Mississippi. Skeeter phải vật lộn để giao tiếp với những người giúp việc và giành được sự tin tưởng của họ. Những nguy hiểm khi viết một cuốn sách về người Mỹ gốc Phi lên tiếng ở miền Nam trong những năm đầu thập niên 1960 liên tục đeo bám ba người phụ nữ.
Cuối cùng, Skeeter chiếm được lòng tin của Aibileen thông qua một tình bạn phát triển trong khi Aibileen giúp Skeeter viết chuyên mục mẹo vặt gia đình cho tờ báo địa phương. Skeeter chấp nhận công việc viết chuyên mục như một bước đệm để trở thành một nhà văn/biên tập viên, theo gợi ý của Elaine Stein, biên tập viên tại Harper & Row, mặc dù cô ấy không biết gì về dọn dẹp hay chăm sóc gia đình, vì đó là miền độc quyền của 'sự trợ giúp.' Điều trớ trêu của điều này không xảy ra với Skeeter, và cuối cùng cô ấy đề nghị trả cho Aibileen cho thời gian và kiến thức chuyên môn mà cô ấy nhận được từ cô ấy.
Elaine Stein cũng đã gợi ý với Skeeter rằng cô ấy nên tìm một chủ đề để viết về chủ đề mà cô ấy có thể chuyên tâm và đam mê. Skeeter nhận ra rằng cô ấy muốn tiết lộ với thế giới dưới dạng một cuốn sách những điều kiện tồi tệ mà những người giúp việc ở miền Nam phải chịu đựng để có thể sống sót. Thật không may, một lời giới thiệu như vậy là một đề xuất nguy hiểm, không chỉ đối với Skeeter, mà đối với bất kỳ người giúp việc nào đồng ý giúp cô ấy. Aibileen cuối cùng cũng đồng ý kể câu chuyện của mình. Minny, mặc dù không tin tưởng vào người da trắng, cuối cùng cũng đồng ý, và cô ấy và Aibileen không thể thuyết phục những người khác kể câu chuyện của họ. Skeeter nghiên cứu một số luật điều chỉnh những gì người da đen vẫn có thể và không thể làm ở Mississippi, và sự phản đối ngày càng tăng của cô đối với trật tự chủng tộc dẫn đến việc cô bị xã hội xa lánh.
Yule May, người giúp việc của Hilly, bị bắt vì ăn cắp một trong những chiếc nhẫn của Hilly để trả học phí đại học cho con trai sinh đôi của cô sau khi Hilly từ chối cho vay tiền. Những người giúp việc khác quyết định rằng họ sẵn sàng chấp nhận công việc và sự an toàn của họ, và tham gia dự án sách.
Vì vậy, điểm nhấn của cuốn sách là dự án hợp tác giữa Skeeter da trắng và sự giúp đỡ "người da màu" đang gặp khó khăn, bị lợi dụng, họ cùng nhau viết một cuốn sách gồm những câu chuyện có thật về trải nghiệm của họ khi 'giúp đỡ' những người phụ nữ da trắng của Jackson. Không phải tất cả các câu chuyện đều tiêu cực, và một số mô tả các sự kiện đẹp đẽ và hào phóng, đầy tình yêu thương và tử tế; trong khi những người khác tàn nhẫn và thậm chí là tàn bạo. Cuốn sách có tựa đề "The Help" cuối cùng đã được xuất bản, và các chương cuối cùng của "The Help" mô tả kết quả của sự thành công của cuốn sách.

## Lời tác giả
Tôi viết the Help khi đang sống ở New York, tôi nghĩ như thế dễ dàng hơn nhiều so với việc viết nó ở Mississippi, khi phải nhìn thẳng vào bộ mặt của sự thật. Khoảng cách giúp tôi có cơ hội nhìn rõ toàn cục. Giữa một thành phố bận bịu quay cuồng, cảm giác được ghìm dòng suy nghĩ chậm lại và hồi tưởng quá khứ thật là dễ chịu. The Help chủ yếu là hư cấu. Tuy nhiên, khi viết cuốn sách này, tôi đã tự hỏi hàng trăm hàng ngàn lần không biết gia đình tôi sẽ nghĩ gì, và cả Demetrie nữa, bác ấy sẽ nghĩ gì, dù bác mất đã lâu. Rất nhiều lần tôi sợ rằng mình đã bước qua một ranh giới khủng khiếp, khi dám viết bằng giọng của một người da đen. Tôi sợ mình sẽ thất bại trong việc mô tả một mối quan hệ có ảnh hưởng vô cùng lớn lao đối với cuộc đời tôi, một mối quan hệ rất được yêu thích và cũng bị rập khuôn kinh khủng trong lịch sử và văn học Mỹ.
Tôi thực sự rất sung sướng khi có cơ hội đọc bài viết đoạt giải thưởng Pulitzer "Quà tặng của Grady" của Howell Raines:
Ðối với các cây viết miền Nam, không có đề tài nào hóc búa hơn tình cảm giữa một người da đen và một người da trắng trong thế giới bất công của phân biệt chủng tộc. Bởi chính sự giả dối đã tạo nên nền tảng cho xã hội đó khiến mọi cảm xúc đều trở nên đáng ngờ, và người ta không thể biết được những gì tồn tại giữa hai con người là cảm xúc chân thực hay chỉ là sự thương hại và toan tính thực dụng.
Tôi đọc và nghĩ rằng, Tại sao ông ấy có thể diễn đạt súc tích đến vậy? Đó chính là vấn đề vô cùng tế nhị mà tôi, dù cố gắng đến đâu, cũng không thể thâu tóm nổi, hệt như nắm một con cá trơn tuột trong tay vậy. Ngài Raines đã chỉ mặt đặt tên nó chỉ bằng vài câu ngắn gọn. Tôi rất mừng khi biết mình còn có bạn đồng hành trong cuộc đấu tranh này.
Cũng như tình cảm của tôi đối với Mississippi, tình cảm của tôi đối với The Help rất mâu thuẫn. Về những dòng viết về các phụ nữ da màu và phụ nữ da trắng, tôi e rằng mình đã tiết lộ quá nhiều. Tôi đã được dạy là không nên nói về những điều tế nhị như thế, rằng như thế là hỗn hào, bất lịch sự, nhỡ người khác nghe thấy thì sao.
Tôi cũng e rằng mình đã nói được ít quá. Không chỉ bởi cuộc đời của nhiều người phụ nữ da màu giúp việc cho các gia đình ở Mississippi còn cơ cực, khổ nhục hơn nhiều, nhưng còn vì tình cảm giữa các gia đình da trắng và người giúp việc da màu còn thắm thiết sâu đậm hơn nhiều so với những gì tôi có đủ giấy mực và thời gian để phản ánh.
Chỉ có một điều tôi chắc chắn: tôi không dám huênh hoang cho rằng mình hiểu cuộc sống của một phụ nữ da màu ở Mississippi là thế nào, nhất là vào những năm 1960. Tôi không nghĩ có bất kỳ phụ nữ da trắng nào ở vị trí chủ của một phụ nữ da màu có thể thực sự thấu hiểu được điều đó. Song cố gắng thấu hiểu là một phần tất yếu trong bản chất nhân văn của chúng ta. Trong The Help có một đoạn tôi thực sự tâm đắc:
Chẳng phải đó là ý nghĩa của cuốn sách hay sao? Để những phụ nữ hiểu rằng, chúng ta chỉ là hai con người. Chẳng có mấy rào cản ngăn cách chúng ta. Không nhiều như tôi nghĩ.
Tôi dám chắc mình có thể nói rằng, không một thành viên nào trong gia đình tôi từng hỏi Demetrie về cảm giác là một người da đen ở Mississippi, cảm giác phải làm việc cho gia đình da trắng của chúng tôi là thế nào. Chúng tôi chưa bao giờ nghĩ đến việc phải hỏi câu đó. Đó là cuộc sống thường nhật. Đó không phải là chuyện mọi người cảm thấy cần phải biết.
Suốt bao nhiêu năm nay, tôi cứ ước sao mình đủ khôn lớn và chín chắn để hỏi Demetrie câu đó. Bác mất khi tôi mười sáu tuổi. Tôi đã mất rất nhiều năm mường tượng câu trả lời của bác ấy sẽ ra sao. Đó là lý do tôi viết cuốn sách này.

—Kathryn Stockett—

## Giải thưởng
- Orange Prize Longlist (2010)
- Indies Choice Book Award (Tác phẩm văn học mới dành cho người lớn, 2010)
- Townsend Prize for Fiction (2010)
- Exclusive Books Boeke Prize (2009)
- SIBA Book Award (Tiểu thuyết, 2010)
- International Dublin Literary Award Longlist (2011)
- Christian Science Monitor Best Book (Tiểu thuyết, 2009)
- Goodreads Choice Awards (Tiểu thuyết hay nhất, 2009)